# Phoenix Sky Harbor International Airport
Phoenix Sky Harbor International Airport (IATA: PHX, ICAO: KPHX, FAA LID: PHX), är en civil-militär offentlig flygplats 4,8 km öster om centrala Phoenix, i Maricopa County, Arizona, USA. Den är den största, mest trafikerade i Arizona. Bland de största kommersiella flygplatserna i USA var PHX den 8:e mest trafikerade flygplatsen i USA och 22:a mest trafikerade i världen 2021. Flygplatsen fungerar som ett nav för American Airlines och en bas för Frontier Airlines och Southwest Airlines. PHX Airport har för närvarande (2023) utmärkelsen att vara den mest trafikerade flygplatsen med tre landningsbanor i hela världen.
Flygplatsen är också plats för 161:st Air Refueling Wing (161 ARW), en Air Mobility Command (AMC) enhet övertagen från Arizona Air National Guard. Den militära enklaven är känd som Goldwater Air National Guard Base. En av två flygande enheter i Arizona ANG, 161 ARW flyger KC-135R Stratotanker-flygplanet. Förutom sin inhemska roll som en National Guard-enhet, som ansvararar inför guvernören i Arizona, utför 161 ARW också en roll både på delstaten och utomlands som en USAF-organisation, och stödjer lufttankning och luftrörlighetsbeskickningar över hela världen.

## Historik

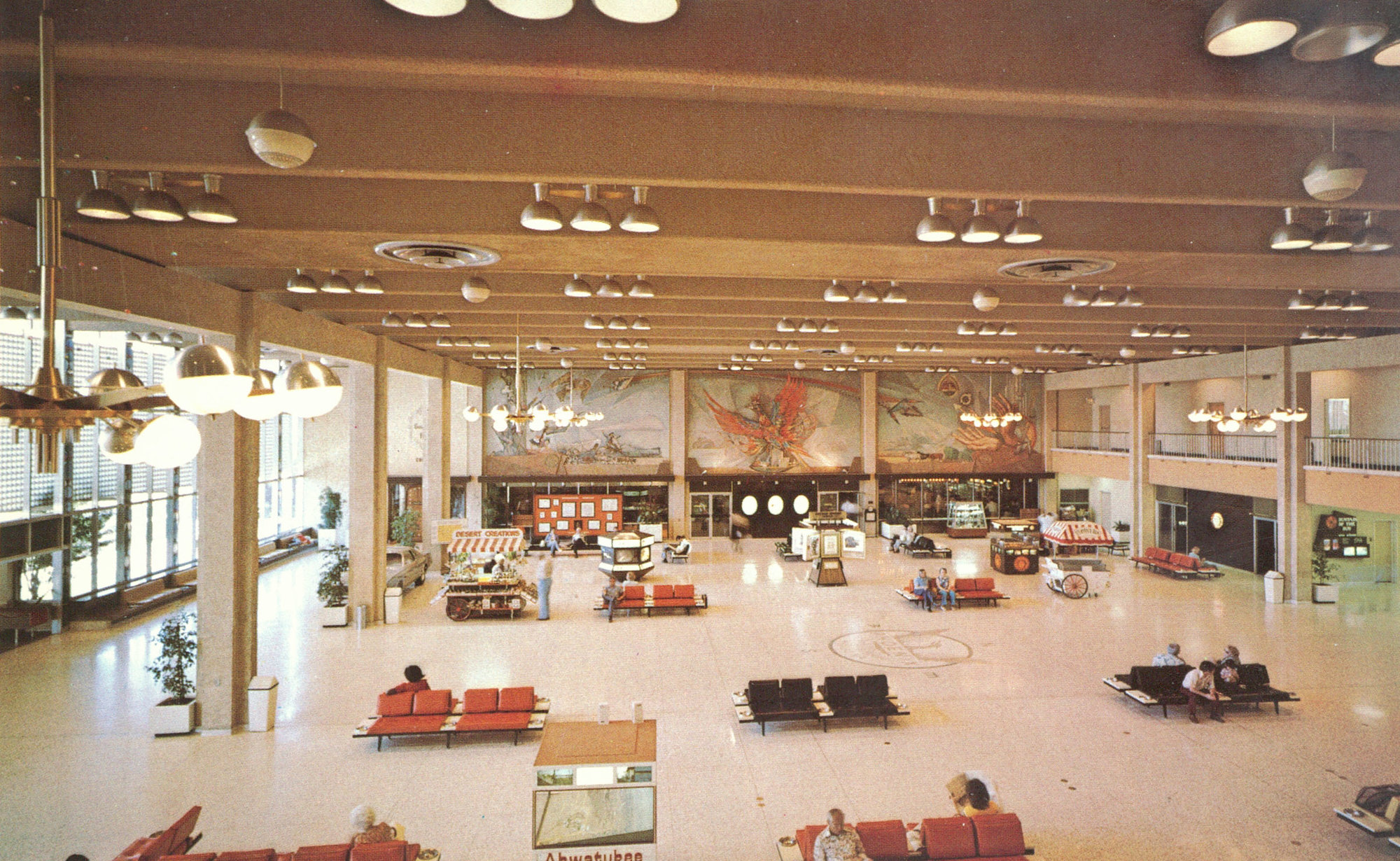
Interiör av Terminal 2 på 1960-talet med vy av Paul Coze's muralmålning The Phoenix

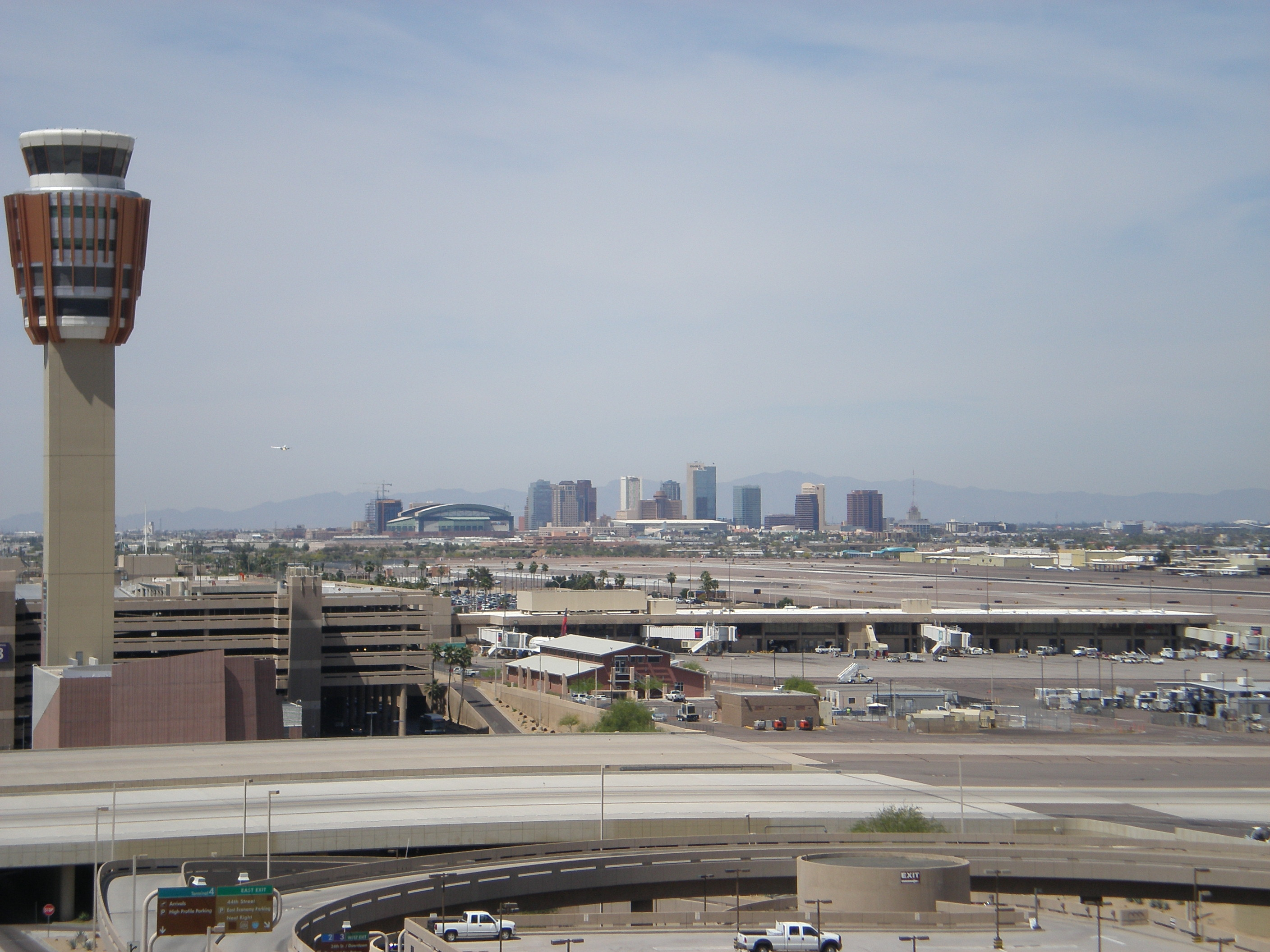
Sky Harbor's flygledningstorn med Phoenix City i bakgrunden

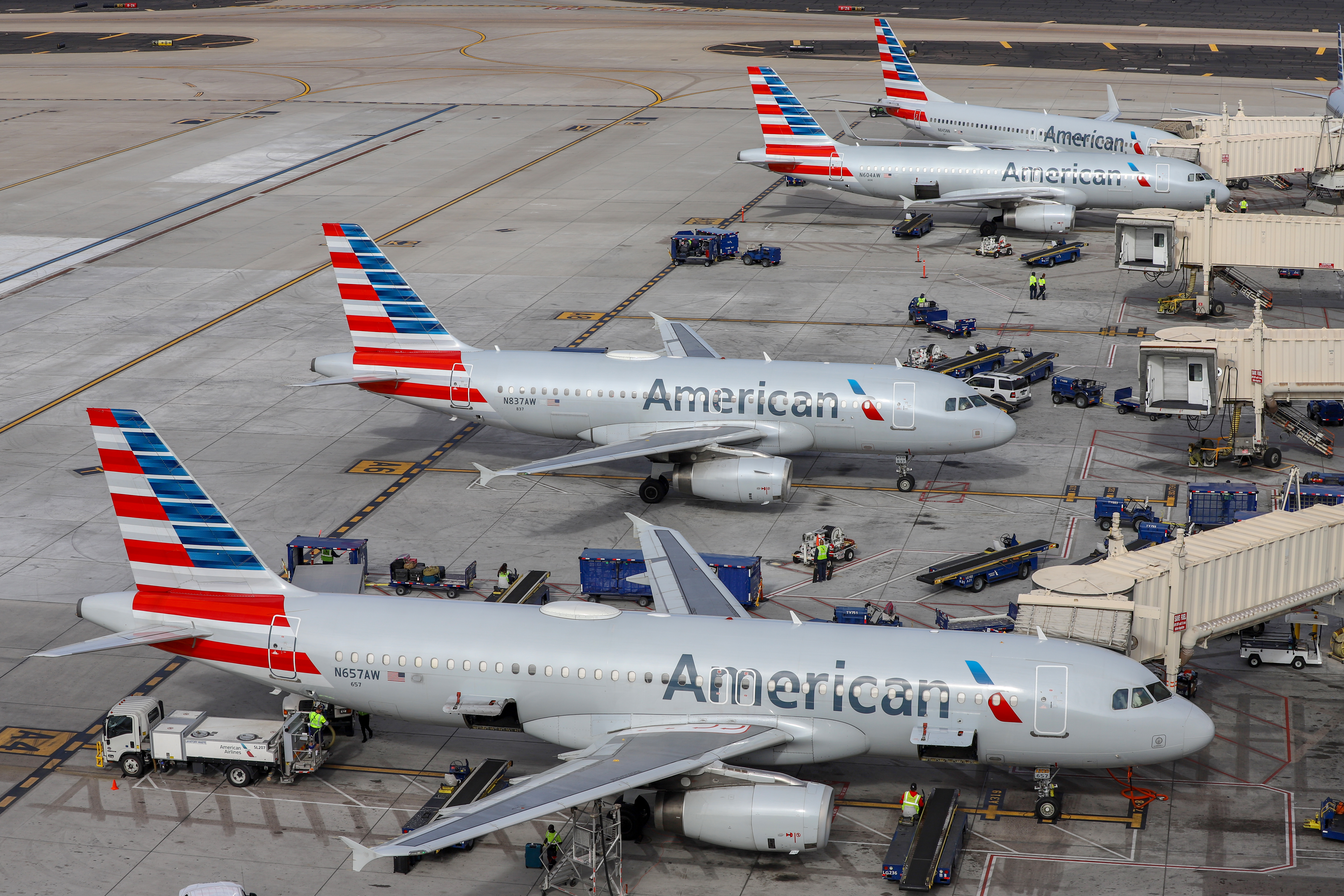
American Airlines flygplan vid Terminal 4

Sky Harbor Airports namn skapades av J. Parker Van Zandt, ägaren till Scenic Airways, 1928. Orsaken till namnet är dock tydligen okänt. Sky Harbor byggdes i slutet av 1928 till början av 1929 med en startbana och var den fjärde flygplatsen som byggdes i Phoenix Scenic Airways, som saknade medel efter den ökända börskraschen 1929, sålde flygplatsen till Acme Investment Company, som ägde flygplatsen fram till 1935, då staden Phoenix köpte Sky Harbor-flygplatsen från Acme för 100 000 dollar.
Efter andra världskriget började flygplatsen arbetet med en ny passagerarterminal, samt en ny parallell bana och en diagonal bana. På C&GS-diagrammet från februari 1953 är landningsbanorna 8L och 8R vardera 1 800 m långa och bana 3 är 1700 m).
Terminal 1 (ursprungligen kallad "West Wing") som också hade det första kontrolltornet, öppnade i oktober 1952. Den revs 1991 och ersattes av en vänteplats för biltransporter, där Terminal 1:s parkering nu är West Economy-området.
Efter ritningar av DWL Architects & Planners, Inc., började byggnationen av terminal 3 i januari 1977. Terminal 3 öppnade i oktober 1979, och namnen "east" och "west" togs bort eftersom det inte längre bara fanns två terminaler.
Efter att Airline Deregulation Act undertecknades 1978 började många nya flygbolag trafikera. Eastern Air Lines och Allegheny Airlines började först trafikera 1979 följt av United Airlines 1980. Allegheny bytte namn till US Air kort efter att ha börjat trafikera 1979.
Southwest Airlines började verksamhet i Phoenix i januari 1982 med 13 dagliga flyg till 12 städer och hade 1986 64 dagliga flygningar från Phoenix och hade en besättningsbas där. Southwest öppnade en underhållsanläggning på PHX 1992, som var dess största.
Den åttonde och sista hallen för Terminal 4 började byggas i maj 2019. Terminal 4 är uppkallad efter den tidigare senatorn från Arizona och 1964 års presidentkandidat Barry Goldwater. Efter Goldwaters död 1998 föreslog den dåvarande borgmästaren i Phoenix, Skip Rimsza, att man skulle byta namn på flygplatsen till Goldwaters minne men överröstades av allmänhetens stöd för det välbekanta "Sky Harbor"-namnet. Terminal 4, designad av DWL Architects & Planners, Inc., är den största och mest trafikerade av de två terminalerna med 86 gater, uppdelade i sju satellithallar anslutna bakom säkerhetskontrollen.
Från 1951 till slutet av 2022 har över 1,376 miljard passagerare (inrikes och internationella, ankommande och avflygande) passerat genom PHX, ett årligt genomsnitt på över 19,1 miljoner passagerare. Under samma tid gjordes över 29 miljoner flygplansrörelser (kommersiellt, militärt, allmänflyg) vid PHX, ett årligt genomsnitt på över 404 000 rörelser. PHX har vuxit under åren till ett stort amerikanskt nav, och rankades 2020 som den 24:e mest trafikerade flygplatsen i världen och den åttonde mest trafikerade flygplatsen i USA när det gäller ombordstigning.

## Flygbolag och destinationer
Följande flygbolag erbjuder året runt och säsongsbetonade reguljär- och charterflyg på Sky Harbor Airport:
| Flygbolag                | Destinationer | Refs   |
| ------------------------ | --- | ------ |
| Advanced Air             | Carlsbad (NM), Gallup, Los Angeles/Hawthorne, Silver City | [ 15 ] |
| Air Canada               | Vancouver Säsong: Toronto–Pearson | [ 16 ] |
| Air Canada Rouge         | Säsong: Montréal–Trudeau, Toronto–Pearson | [ 16 ] |
| Alaska Airlines          | Anchorage, Boise, Everett, Portland (OR), San Francisco, Seattle/Tacoma | [ 17 ] |
| Allegiant Air            | Asheville, Knoxville, Provo, Stockton | [ 18 ] |
| American Airlines        | Albuquerque, Atlanta, Austin, Boise, Boston, Burbank, Cancún, Cedar Rapids/Iowa City, Charlotte, Chicago–O'Hare, Cincinnati, Columbus–Glenn, Dallas/Fort Worth, Denver, Des Moines, Detroit, El Paso, Guadalajara, Honolulu, Houston–Intercontinental, Indianapolis, Jacksonville (FL), Kahului, Kailua-Kona, Kansas City, Las Vegas, Lihue, London–Heathrow, Los Angeles, Madison, Mazatlán, Memphis, Mexico City, Miami, Milwaukee, Minneapolis/St. Paul, Monterey, Nashville, Newark, New Orleans, New York–JFK, Omaha, Ontario, Orange County, Orlando, Philadelphia, Portland (OR), Puerto Vallarta, Raleigh/Durham, Reno/Tahoe, Sacramento, Salt Lake City, San Antonio, San Diego, San Francisco, San Jose (CA), San José del Cabo, San Luis Obispo, Santa Barbara, Seattle/Tacoma, Spokane, St. Louis, Tampa, Washington–National Säsong: Bakersfield, Cleveland, Eugene, Fresno, Grand Rapids, Ixtapa/Zihuatanejo, Palm Springs, Pittsburgh, Tucson | [ 19 ] |
| American Eagle           | Albuquerque, Bakersfield, Burbank, Cedar Rapids/Iowa City, Durango (CO), El Paso, Eugene, Fayetteville/Bentonville, Flagstaff, Fresno, Grand Junction, Hermosillo, Ixtapa/Zihuatanejo, Loreto, Lubbock, Medford, Midland/Odessa, Monterey, Monterrey, Oklahoma City, Ontario, Palm Springs, Redmond/Bend, Reno/Tahoe, Roswell, Salt Lake City, San Francisco, San Luis Obispo, Santa Barbara, Santa Fe, Santa Rosa, Sioux Falls, St. George (UT), Tijuana (begins February 15, 2024), Tri-Cities (WA) (begins February 15, 2024), Tucson, Tulsa, Wichita, Yuma Säsong: Aspen, Billings, Eagle/Vail, Fargo, Idaho Falls, Jackson Hole, Manzanillo, Montrose, San Jose (CA) | [ 19 ] |
| Breeze Airways           | Charleston (SC) (ends May 25, 2024), Hartford (ends May 26, 2024), Provo, Richmond (ends May 27, 2024) Säsong: San Bernardino (begins February 15, 2024, ends May 26, 2024) | [ 23 ] |
| British Airways          | London–Heathrow | [ 24 ] |
| China Airlines           | Säsong charter: Taipei–Taoyuan | [ 25 ] |
| Condor                   | Säsong: Frankfurt | [ 26 ] |
| Contour Airlines         | Moab (begins February 1, 2024), Page, Vernal (börjar 1 februari 2024) | [ 28 ] |
| Delta Air Lines          | Atlanta, Boston, Detroit, Minneapolis/St. Paul, New York–JFK, New York–LaGuardia (slutar 24 february 2024), Salt Lake City, Seattle/Tacoma | [ 30 ] |
| Delta Connection         | Los Angeles | [ 30 ] |
| Denver Air Connection    | Cortez, Telluride (CO) | [ 31 ] |
| Flair Airlines           | Säsong: Calgary, Edmonton (begins February 16, 2024), Vancouver | [ 34 ] |
| Frontier Airlines        | Baltimore, Chicago–Midway, Chicago–O'Hare, Cleveland, Dallas/Fort Worth, Denver, Detroit, Kansas City, Las Vegas, Nashville, Orange County, Orlando, Portland (OR), Salt Lake City, San Diego, San Francisco, Seattle/Tacoma Säsong: Atlanta, Houston–Intercontinental, Tampa | [ 35 ] |
| Hawaiian Airlines        | Honolulu | [ 36 ] |
| JetBlue                  | Boston, New York–JFK | [ 37 ] |
| JSX                      | Burbank, Denver–Rocky Mountain, Las Vegas (all end January 9, 2024) | [ 39 ] |
| Lynx Air                 | Säsong: Calgary, Toronto–Pearson | [ 40 ] |
| Southern Airways Express | Imperial/El Centro, Show Low | [ 41 ] |
| Southwest Airlines       | Albuquerque, Atlanta, Austin, Baltimore, Boise, Buffalo, Burbank, Cancún, Chicago–Midway, Chicago–O'Hare, Cleveland, Colorado Springs, Columbus–Glenn, Dallas–Love, Denver, Detroit, El Paso, Honolulu, Houston–Hobby, Houston–Intercontinental, Indianapolis, Kahului, Kansas City, Las Vegas, Long Beach, Los Angeles, Louisville, Milwaukee, Minneapolis/St. Paul, Nashville, New Orleans, Oakland, Oklahoma City, Omaha, Ontario, Orange County, Orlando, Palm Springs, Pittsburgh, Portland (OR), Puerto Vallarta, Reno/Tahoe, Sacramento, Salt Lake City, San Antonio, San Diego, San Francisco, San Jose (CA), San José del Cabo, Seattle/Tacoma, Spokane, St. Louis, Tampa, Tulsa, Washington–Dulles (börjar 9 april 2024) Säsong: Cincinnati, Fort Lauderdale, Little Rock, Memphis, Philadelphia, Raleigh/Durham, Wichita | [ 43 ] |
| Spirit Airlines          | Dallas/Fort Worth, Fort Lauderdale, Las Vegas, Newark Säsong: Chicago–O'Hare, Detroit, Minneapolis/St. Paul | [ 44 ] |
| Sun Country Airlines     | Minneapolis/St. Paul Säsong: Duluth, Madison, Milwaukee, Rochester (MN) | [ 46 ] |
| United Airlines          | Chicago–O'Hare, Denver, Houston–Intercontinental, Los Angeles, Newark, San Francisco, Washington–Dulles Säsong: Cleveland (börjar 7 mars 2024) | [ 48 ] |
| United Express           | Denver, Houston–Intercontinental, Los Angeles | [ 48 ] |
| Volaris                  | Culiacán, Guadalajara | [ 49 ] |
| WestJet                  | Calgary Säsong: Edmonton, Kelowna, Regina, Saskatoon, Vancouver, Winnipeg | [ 50 ] |